# Нет волшебства
«Нет волшебства» — второй альбом российской рэп-группы KREC.
По результатам голосования посетителей форума hip-hop.ru был признан лучшим альбомом 2004 года в русском рэпе. 

По данным музыкальных критиков (журналисты, пишущие для журналов Billboard Россия, Таймаут Москва и портала RAP.Ru), альбом «Нет волшебства» считается одним из величайших альбомов русского рэпа..

## Список композиций
| №   | Название                                   | Автор(ы)                                      | Длительность |
| --- | ------------------------------------------ | --------------------------------------------- | ------------ |
| 1.  | «Кухня запись»                             | Марат, Maestro A-Sid - Грязный, Фьюз          | 3:06         |
| 2.  | «Нет волшебства»                           | Смоки Мо, Марат - Грязный                     | 4:28         |
| 3.  | «Спальные районы»                          | Марат - Фьюз, Грязный                         | 3:42         |
| 4.  | «Никита»                                   | Фьюз, Марат - Фьюз, Грязный                   | 5:05         |
| 5.  | «Осень»                                    | Смоки Мо, Марат - Грязный, Фьюз               | 3:03         |
| 6.  | «Под стук колес (feat. Sad (Nevsky beat))» | Марат - Грязный, Фьюз, Sad                    | 4:32         |
| 7.  | «Старый район (feat. UmBriaco)»            | Валёчек, Смоки Мо, Марат - Фьюз, Струч, Крипл | 4:41         |
| 8.  | «Капитан»                                  | Марат - Фьюз, Грязный                         | 4:15         |
| 9.  | «Пойми»                                    | Марат - Фьюз, Грязный                         | 3:08         |
| 10. | «Собака»                                   | Марат - Грязный, Фьюз                         | 3:35         |
| 11. | «Антон (feat. Смоки Мо)»                   | Марат - Смоки Мо, Грязный                     | 4:33         |
| 12. | «Море»                                     | Марат - Грязный, Фьюз                         | 3:33         |
| 13. | «Манекен (feat. Maestro A-Sid)»            | Марат - Грязный, Фьюз, Maestro A-Sid          | 3:13         |
| 14. | «Ольга (feat. Смоки Мо)»                   | Марат - Грязный, Фьюз, Смоки Мо               | 4:32         |
| 15. | «Перегорели пробки»                        | Марат - Фьюз, Грязный                         | 2:52         |
| 16. | «Больничный сон»                           | Марат - Грязный                               | 2:37         |
| 17. | «Вдвоём»                                   | Марат - Фьюз, Грязный                         | 3:27         |
| 18. | «Пятое солнце»                             | Марат - Грязный, Фьюз                         | 4:27         |
| 19. | «Играем в кольца»                          | Марат - Грязный, Фьюз                         | 3:25         |
| 20. | «Старый театр»                             | Марат - Грязный, Фьюз                         | 3:32         |

## Участники записи
- Марат Сергеев (Марат) - музыка
- Артём Бровков (Фьюз) - вокалы, музыка, тексты
- Алексей Косов (Грязный / Ассаи) - вокалы, тексты
- Юля (Jazz Lady) - вокал в "Кухня запись", "Никита", "Пятое солнце", "Старый театр"
- Александр Цихов (Смоки Мо) - музыка, тексты, вокал в "Антон", "Ольга"
- Антон Сидоров (Maestro A-Sid) - музыка, вокал в "Манекен"
- Sad - текст и вокал в "Под стук колёс"
- Глеб Волков (Крипл) - текст, вокалы в "Старый район"
- Артем Водомиров (Струч / Lil' Kong) - текст, вокалы в "Старый район"
- Валёчек - музыка в "Старый район"